# Grundblei

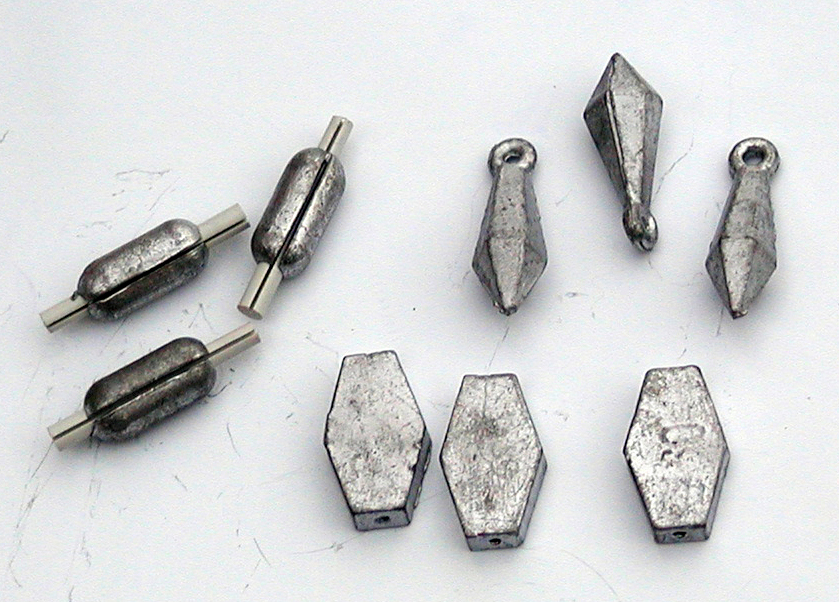
Verschiedene kleine Grundbleiformen

In der Angelei werden Grundbleie benutzt, um Angelköder auf dem Grund eines Gewässers anzubieten. Des Weiteren werden bei der Karpfenangelei Bleie von 60 g bis sogar 120 g eingesetzt, um den Karpfen mit der sogenannten „Selbsthakmontage“ zu haken und um den Köder beim „Longrangefischen“ möglichst weit in das Gewässer zu werfen. Es handelt sich dabei um Körper, die wegen ihrer hohen Dichte weder schwimmen noch im Schwebezustand verharren, sondern auf Grund sinken. Meist sind diese tatsächlich aus Blei gefertigt. Allerdings kommen in letzter Zeit immer mehr Gewichte aus Alternativmaterialien zum Einsatz, so zum Beispiel Stahl. Bleie gibt es in vielen verschiedenen Formen, die wohl gängigsten sind das Sargblei, das Birnenblei sowie das Grippablei zum Karpfenangeln.